# Löner och förmåner för anställda inom Europeiska unionen
Löner och förmåner för anställda inom Europeiska unionen innefattar, utöver grundlönen, bland annat utlands-, hushålls-, barn-, utbildnings- och förskoletillägg samt pensioner och socialförsäkringar. Beroende på anställningsform och yrkeserfarenhet placeras de anställda in i en av 16 olika lönegrader, var och en med ett antal olika löneklasser.
Lönenivåerna kritiseras ibland i den allmänpolitiska debatten för att vara för höga och används ibland som ett av huvudargumenten av de som anser att unionen är elitistisk. Samtidigt har försök av Europeiska unionens råd till att frysa löneutvecklingen för de anställda lett till omfattande protester av de anställda. Frågan ledde till att Europeiska kommissionen väckte talan mot rådet vid EU-domstolen, som förklarade beslutet om att frysa lönerna ogiltigt. Som en följd av finanskrisen 2007–2008 och den efterföljande eurokrisen under början av 2010-talet införde rådet även en solidaritetsavgift på 6–7 procent av lönen som alla anställda var tvungna att betala till unionens budget mellan den 1 januari 2014 och den 31 december 2023.

## Tjänsteföreskrifter
Lönenivåerna och andra förmåner för anställda inom Europeiska unionen återfinns i unionens tjänsteföreskrifter, som ursprungligen antogs 1962. Varje år justerar Europaparlamentet och Europeiska unionens råd, på förslag av Europeiska kommissionen, lönenivåerna med hänsyn till inflation och köpkraft genom förordningar i enlighet med det ordinarie lagstiftningsförfarandet. Det är dock rådet självt som fastställer löner, arvoden och pensioner för Europeiska rådets ordförande, Europeiska kommissionens ordförande, den höga representanten för utrikes frågor och säkerhetspolitik, kommissionsledamöterna, ordförande, ledamöter och justitiesekreterare vid EU-domstolen samt rådets generalsekreterare.
Under 2010-talets början ville rådet frysa lönenivåerna till följd av finanskrisen 2007–2008 och eurokrisen och motsatte sig därför förslaget från kommissionen. Kommissionen väckte talan mot rådet vid EU-domstolen under 2012 och 2013 för att ha vägrat att anta de föreslagna förändringarna i tjänsteföreskrifterna. Domstolen konstaterade att rådet är förpliktat att varje år justera lönenivåerna. Under 2014 antog därför Europaparlamentet och rådet två förordningar för att retroaktivt justera lönenivåerna.

## Löner
Vilken lön och vilka förmåner en fast anställd inom Europeiska unionen har rätt till beror på personens anställningsform. Det finns tre huvudtyper av anställningsformer: assistenter (AST), sekreterare/kontorspersonal (AST/SC) och handläggare (AD). Beroende på anställningsform får den anställda olika lön. Det finns totalt 16 olika lönegrader som avgör lönenivån. Assistenter har lönegraderna 1–11, sekreterare/kontorspersonal har lönegraderna 1–6 och handläggare har lönegraderna 5–16. Varje lönegrad, utom den högsta, är i sin tur indelad i fem olika löneklasser. En anställd blir automatiskt uppflyttad till nästa löneklass vartannat år, såvida inte den högsta löneklassen inom en lönegrad redan är uppnådd.
En nyanställd person placeras i regel i den lägsta löneklassen. Om personen i fråga har mer yrkeserfarenhet eller andra meriter än vad som är nödvändigt för anställningen, kan personen istället placeras i den andra löneklassen. Efter att en person har blivit fast anställd utvärderas han eller hon årligen. Utvärderingen avgör om personen i fråga ska befordras till en högre lönegrad. Assistenter har möjlighet att genomgå en särskild internutbildning för att bli handläggare.

### Assistenter och handläggare
Assistenter arbetar främst med intern förvaltning, till exempel budget- och ekonomifrågor, personalfrågor, IT-frågor eller biblioteksuppgifter. Handläggarna arbetar med bland annat unionens lagstiftnings- och budgetprocesser eller hjälper till att samordna medlemsstaternas ekonomiska politik.

#### Lönenivåer
2024 års lönenivåer
| (euro)   | Löneklass | Löneklass | Löneklass | Löneklass | Löneklass |
| Lönegrad | 1         | 2         | 3         | 4         | 5         |
| -------- | --------- | --------- | --------- | --------- | --------- |
| 16       | 22 970,70 | 23 935,96 | 24 941,78 |           |           |
| 15       | 20 302,26 | 21 155,40 | 22 044,35 | 22 657,67 | 22 970,70 |
| 14       | 17 943,77 | 18 697,83 | 19 483,52 | 20 025,58 | 20 302,26 |
| 13       | 15 859,33 | 16 525,75 | 17 220,16 | 17 699,29 | 17 943,77 |
| 12       | 14 016,98 | 14 605,99 | 15 219,77 | 15 643,19 | 15 859,33 |
| 11       | 12 388,66 | 12 909,24 | 13 451,71 | 13 825,97 | 14 016,98 |
| 10       | 10 949,54 | 11 409,63 | 11 889,09 | 12 219,85 | 12 388,66 |
| 9        | 9 677,54  | 10 084,21 | 10 507,98 | 10 800,30 | 10 949,54 |
| 8        | 8 553,32  | 8 912,75  | 9 287,27  | 9 545,67  | 9 677,54  |
| 7        | 7 559,72  | 7 877,39  | 8 208,40  | 8 436,78  | 8 553,32  |
| 6        | 6 681,51  | 6 962,30  | 7 254,84  | 7 456,70  | 7 559,72  |
| 5        | 5 905,36  | 6 153,51  | 6 412,08  | 6 590,50  | 6 681,51  |
| 4        | 5 219,36  | 5 438,66  | 5 667,20  | 5 824,89  | 5 905,36  |
| 3        | 4 613,00  | 4 806,88  | 5 008,87  | 5 148,20  | 5 219,36  |
| 2        | 4 077,14  | 4 248,47  | 4 426,99  | 4 550,17  | 4 613,00  |
| 1        | 3 603,50  | 3 754,93  | 3 912,70  | 4 021,61  | 4 077,14  |

### Sekreterare/kontorspersonal
Sekreterare/kontorpersonal ansvarar för sekretariats- och kontorsarbete med syfte att se till att de administrativa enheterna inom unionens institutioner fungerar effektivt.

#### Lönenivåer
2024 års lönenivåer
| (euro)   | Löneklass | Löneklass | Löneklass | Löneklass | Löneklass |
| Lönegrad | 1         | 2         | 3         | 4         | 5         |
| -------- | --------- | --------- | --------- | --------- | --------- |
| 6        | 5 858,50  | 6 104,68  | 6 361,21  | 6 538,16  | 6 628,51  |
| 5        | 5 177,91  | 5 395,50  | 5 623,03  | 5 778,65  | 5 858,50  |
| 4        | 4 576,42  | 4 768,72  | 4 969,13  | 5 107,36  | 5 177,91  |
| 3        | 4 044,78  | 4 214,75  | 4 391,89  | 4 514,05  | 4 576,42  |
| 2        | 3 574,91  | 3 725,16  | 3 881,70  | 3 989,67  | 4 044,78  |
| 1        | 3 159,63  | 3 292,41  | 3 430,77  | 3 526,19  | 3 574,91  |

## Andra förmåner
Utöver lön har anställda inom Europeiska unionen rätt till en rad förmåner, däribland utlands-, hushålls-, barn-, utbildnings- och förskoletillägg samt pensioner och socialförsäkringar.
Pensionsåldern är 66 år sedan den 1 januari 2014; för de anställda innan detta datum är pensionsåldern 65 år. En anställd kan deltidspensionera sig vid 58 års ålder eller jobba till 67 års ålder. Varje år samlar den anställda 1,8 procent pensionsrätter eller 10,1 procent av sin grundlön. Som mest kan en anställd få 70 procent av sin slutliga grundlön i pension.
Alla anställda och deras familjer omfattas av sjukförsäkringssystemet JSIS, vilket innebär att 80 procent av deras sjukvårdsutgifter i regel ersätts. Varje år måste de anställda genomgå en läkarundersökning.
För personer som är anställda utanför sitt eget hemland finns det ett utlandstillägg på 16 procent av grundlönen. Hushålls-, barn-, utbildnings- och förskoletillägg är tänkta att kompensera för kostnader för familjen som uppstår vid anställning vid en internationell organisation.

## Skatter
De anställda betalar ingen statlig inkomstskatt, utan istället en skatt som går direkt till unionens budget. Denna skatt är progressiv och är på mellan 8 och 45 procent av den beskattningsbara delen av lönen.
De anställda betalar också en egenavgift till unionens pensionssystem om cirka tio procent av grundlönen. Tjänstemän i de högsta lönegraderna betalar därför mer än hälften av en löneökning i skatt.

### Solidaritetsavgift
Mellan den 1 januari 2014 och den 31 december 2023 betalade alla anställda en solidaritetsavgift på 6–7 procent av sin lön efter att socialförsäkrings- och pensionsavgifter hade dragits bort. Solidaritetsavgiften syftade till att spara pengar i unionens budget i spåren av finanskrisen 2007–2008 och eurokrisen.